# Cryptopylos clausus
Cryptopylos clausus är en orkidéart som först beskrevs av Johannes Jacobus Smith, och fick sitt nu gällande namn av Leslie Andrew Garay. Cryptopylos clausus ingår i släktet Cryptopylos, och familjen orkidéer. Inga underarter finns listade i Catalogue of Life.